# Пасічник Сергій Іванович
Сергій Іванович Пасічник (нар. 17 березня 1958, Чернівці, УРСР — пом. 24 жовтня 2015) — радянський футболіст та російський тренер українського походження, виступав на позиції захисника.

## Життєпис
Вихованець чернівецької «Буковини». Дорослу футбольну кар'єру розпочав 1976 року в команді другої ліги «Буковина» (Чернівці). У 1978-1979 роках провів 81 матч, відзначився одним голом за СКА (Львів). З 1979 року — у ЦСКА. 1 березня 1981 року в кубковому матчі проти «Шинника» отримав важку травму коліна й повернувся на поле лише в липні 1984 року. У 1985-1987 роках грав у першій лізі за «СКА-Карпати» (Львів). Футбольну кар'єру завершив 1988 році в складі збірної Південної групи військ.
Працював у футбольній школі ЦСКА з командою 1986 року народження. У 1995-1998 роках — тренер у клубі «Фабус» (Бронниці).
Помер у жовтні 2015 року у віці 57 років.